# Spam (alimento)
El Spam (llamado también en algunos países carne de almuerzo o jamonada) es una variedad de carne en lata elaborada por la empresa Hormel Foods Corporation.

## Historia
El spam alimentó a los soldados soviéticos y británicos en la Segunda Guerra Mundial, y desde 1957 fue comercializado en todo el mundo. En los años 1960 se hizo aún más popular gracias a su innovadora anilla de apertura automática, que ahorraba al consumidor el uso del abrelatas.

## Origen del nombre
Introducido el 5 de julio de 1937, el nombre «spam» fue elegido en los años treinta, cuando el producto, que por entonces se denominaba «Hormel Spiced Ham», empezaba a perder cuota de mercado. El nombre fue elegido entre varias posibles denominaciones. Un ejecutivo de la empresa Hormel decidió finalmente que el nombre fuera SPAM, acrónimo de "Shoulder of Pork And haM" ("paleta de cerdo y jamón"). De acuerdo con la escritora Marguerite Patten en Spam – The Cookbook, el nombre fue sugerido por Kenneth Daigneau, un actor hermano del vicepresidente de la Hormel. La versión oficial es que es una abreviación de "SPiced hAM" ("jamón condimentado").

## Características
El spam se elabora, entre otros lugares, en Austin, Minnesota, Estados Unidos (denominada también Spam Town USA). Los ingredientes etiquetados en la variedad de spam son carne de cerdo procedente del jamón a la que se agrega sal, agua, azúcar, y nitrito de sodio. Existen otras variedades de spam como el Spam Lite que contiene una mezcla de cerdo y pollo, y existe además otra variedad que contiene sólo pavo asado permitiendo así que sea un alimento kosher. También existe en una variedad con bajo contenido de sal.
Muchos de los más graciosos retroacrónimos han sido imaginados sin justificación, tal y como "Squirrel, Possum, And Mouse" ("ardilla, zarigüeya y ratón"), "Spare-Parts-Already-Minced" ("partes sobrantes previamente picadas"), "Something Posing As Meat" ("algo haciéndose pasar por carne") y "Specially Processed Artificial Meat." ("carne artificial especialmente elaborada")
De acuerdo con las directivas de trademark de la empresa Hormel, Spam debería ser escrito en mayúsculas, por ejemplo: SPAM luncheon meat. Como muchas otras marcas registradas, existe el problema de que, como por ejemplo Xerox o Kleenex, se refieren a productos comerciales similares.

### Versiones
En algunos ejércitos, como el de Israel, el spam seguía siendo un alimento común en la ración de combate (también durante entrenamientos) hasta bien entrado el siglo XXI. En esta versión, llamada Luf (también escrito Loof), se reemplaza la carne de cerdo por carne de vacuno, por los requisitos de la kashrut. El Luf se ha convertido con los años en parte del folclore militar israelí.

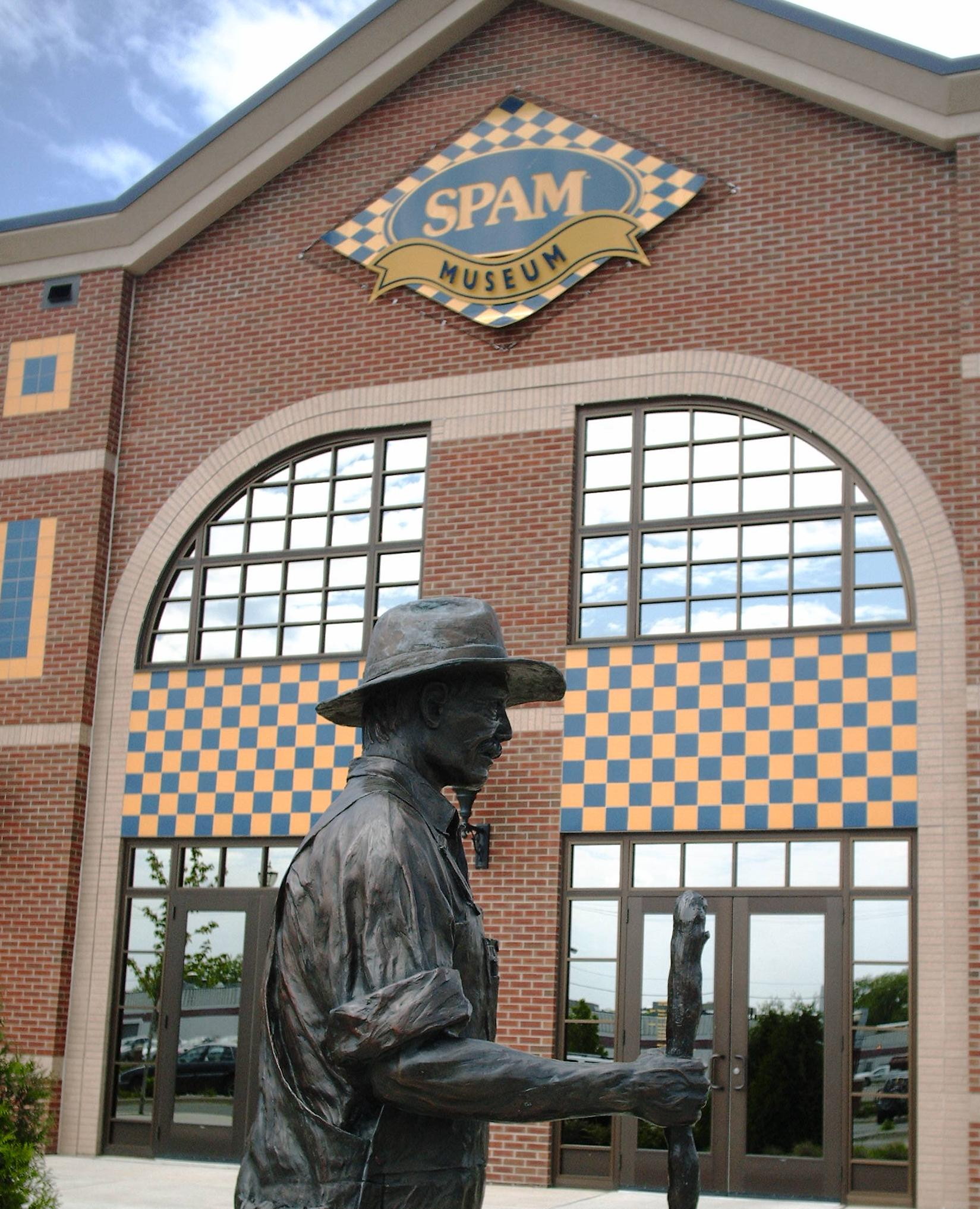
Hormel Spam Museum en Austin, Minnesota.

## Spam en los medios
Monty Python empezó a hacer burla de la carne en lata. Su costumbre de gritar la palabra spam en diversos tonos y volúmenes se trasladó metafóricamente al correo electrónico no solicitado, que perturba la comunicación normal en Internet. En un famoso sketch de 1970 de la serie de televisión Monty Python's Flying Circus los comediantes británicos representaban a una pareja que se sentaba a la mesa en un restaurante y se les ofrecía "huevo y panceta; huevo, salchichas y panceta; huevo y spam; huevo, panceta, salchichas y spam; spam, panceta, salchichas y spam; spam, huevo, spam, spam, panceta y spam; salchichas, spam, spam, panceta, spam, tomate y spam, ..." y no conseguían ningún plato que no contuviese spam.  Mientras, un grupo de ruidosos vikingos cantaban a coro cada vez más fuerte "Spam, spam, spam, spam. ¡Rico spam! ¡Maravilloso spam! Spam, spa-a-a-a-a-am, spa-a-a-a-a-a-am, spam. ¡Rico spam! ¡Rico spam! ¡Rico spam! ¡Rico spam! ¡Rico spam! Spam, spam, spam, spam". Como la canción, el spam es una repetición sin fin de texto de muy poco valor o ninguno, que aplicado a los mensajes electrónicos, se refiere hoy en día a los mensajes enviados de forma masiva y dirigidos a personas que, en principio, no desean recibirlos.